# Marcel Stern
Œuvres principales
- Cantate Gisèle (1936)
* Symphonie La Libération (1945)
* Concerto pour piano et orchestre (1968)

Marcel Stern est un compositeur et violoniste français, né le 4 novembre 1909 à Paris, mort le 8 août 1989 en Suisse (lieu indéterminé).

## Biographie
Après ses études au Conservatoire de Paris vers la fin des années 1920, Marcel Stern entame une double carrière de violoniste et de compositeur. Il se présente au Prix de Rome (catégorie composition musicale) en 1935 et 1936, obtenant à sa seconde tentative le Premier Grand Prix pour la cantate Gisèle.
De confession juive, il survit dans la clandestinité durant la Seconde Guerre mondiale (peu auparavant, en 1939, est créé son Divertissement pour petit orchestre). Au moment de la libération de Paris, il compose sa symphonie La Libération, créée en 1945. Il est encore l'auteur, entre autres, d'un concerto pour piano et orchestre, publié en 1968.
Marcel Stern s'illustre également au cinéma, dans le domaine de la musique de film. Ainsi, de 1946 à 1963, on lui doit les partitions de quatorze films français (deux toutefois étant des coproductions franco-italiennes). Citons notamment Non coupable d'Henri Decoin (1947), Le Grand Cirque de Georges Péclet (1950), ou encore Les Hommes en blanc de Ralph Habib (1955).
Pour la télévision enfin, il compose la musique du feuilleton Quand la liberté venait du ciel, diffusé en 1967.

## Compositions

### Partitions « classiques » (sélection)
- 1935 : Cantate Le Château endormi (deuxième Second Grand Prix de Rome)
- 1936 : Cantate Gisèle (Premier Grand Prix de Rome)
- 1939 : Divertissement pour petit orchestre
- 1945 : Symphonie La Libération en mi
- 1964 : Bucolique et Iberica, deux pièces pour flûte seule
- 1968 : Concerto pour piano et orchestre

### Partitions pour l'écran (intégrale)

#### Au cinéma
- 1946 : L'Ennemi sans visage de Robert-Paul Dagan et Maurice Cammage
- 1947 : Non coupable d'Henri Decoin
- 1948 : Rapide de nuit de Marcel Blistène
- 1949 : Vient de paraître de Jacques Houssin
- 1950 : Le Grand Cirque de Georges Péclet
- 1951 : Avalanche de Raymond Segard
- 1952 : L'amour n'est pas un péché de Claude Cariven
- 1955 : Les Hommes en blanc de Ralph Habib[2]
- 1956 : À la manière de Sherlock Holmes d'Henri Lepage
- 1957 : Fernand clochard de Pierre Chevalier
- 1958 : Le Septième Ciel de Raymond Bernard (film franco-italien)
- 1960 : Colère froide d'André Haguet et Jean-Paul Sassy
- 1962 : Rencontres de Philippe Agostini (film franco-italien)
- 1963 : La Soupe aux poulets de Philippe Agostini

#### À la télévision
- 1967 : Feuilleton Quand la liberté venait du ciel

## Note et référence
1. ↑  Du même Ralph Habib, l'IMDb ci-dessus mentionne également La Loi des rues (1956), attribuant par erreur la musique à Joseph Kosma et Marcel Stern, alors qu'elle est due à Émile Stern (ce que confirme la fiche de ce film sur Ciné-Ressources).